# Дискографија Александре Стан
Румунска певачица Александра Стан објавила је четири студијска албума, два ЕП-а, један компилацијски албум, два видео албума, два ремикс албума, тридесет и три сингла и пет промотивних синглова. Станова је започела каријеру 2009. године када су је музички продуценти Андреј Немирчи и Марсел Продан чули како пева у караоке бару и понудили јој уговор за Maan Studio. Прву промотивну песму Show Me the Way певачица је објавила у Румунији. Први сингл Lollipop (Param Pam Pam) објавила је 2009. године и он је био емитован на радио станицама у Румунији, где је био на 18. позиције листе у земљи.
Године 2011. певачица је објавила сингл Mr. Saxobeat који је доживео велики комерцијални успех и био осам узастопних недеља на топ 100 листи у Румунији. Mr. Saxobeat објављен је и на међународном нивоу где је био на водећим позицијама у Немачкој и Италији. Песма је добила платинумски сертификат у Великој Британији, троструки златни сертификат у Немачкој и златни сертификат у Шпанији. Наредни сингл Get Back (ASAP) постигао је велики комерцијални успех у неколико држава Европе, а нашао се и на 56. позицији UK Singles Chart листи у Великој Британији.
У августу 2011. године Станова је објавила први студијски албум под називом Saxobeats који се нашао међу 40 најбољих у Аустрији, Финској, Мађарској, Немачкој, Јапану и у Швајцарској. 
Током 2013. године поново је издат албум Saxobeat под називом Cliché (Hush Hush) за јапанско тржиште. На поново издато албуму нашли су се синглови Lemonade, Cliché (Hush Hush) и All My People.
Други студијски албум Unlocked објављен је 27. августа 2014. године, а на њему су се нашли синглови Cherry Pop и Dance, а оба су стекла велику популарност у Јапану. Unlocked је био мање успешан од претходног албума певачице, а нашао се на 21. позицији најбољих албум у Јапану. У јуну 2015. године, Станова је објавила сингл We Wanna у сарадњи са Деди Јанкијем и Ином, као најаву за трећи студијски албум. Албум Alesta објављен је 9. марта 2016. године и доживео је велики комерцијални успех у неколико држава. Албумска песма I Did It, Mama! нашла се на 9. позицији листе Airplay 100. Током лета 2016. године Станова је била део супергрупе G Girls for "Call the Police, пре објављивања четвртог студијског албума. Четврти студијски албум под називом Mami објављен је 25. априла 2018. године. Станова је у марту 2018. године објавила песму Miami, у сарадњи са румунски диск-џокејом Мануелом Ривом.

## Албуми

### Студијски албуми
| Saxobeats | - Датум објављивања: 29. август 2011. - Издавачка кућа: Play On - Формат: ЦД, дигитално преузимање               | 25 | 27 | 76 | 29 | 39 | 15  | 24 | - ЈАП: 68,245 |
| Unlocked | - Датум објављивања: 27. август 2014. - Издавачка кућа: Victor Entertainment - Формат: ЦД, дигитално преузимање  | —  | —  | —  | —  | —  | 21  | —  | - ЈАП: 17,045 |
| Alesta | - Датум објављивања: 9. март 2016. - Издавачка кућа: Victor - Формат: ЦД, дигитално преузимање                   | —  | —  | —  | —  | —  | 34  | —  |               |
| Mami | - Датум објављивања: 25. април 2018. - Издавачка кућа: Alexandra Stan, Victor - Формат: ЦД, дигитално преузимање | —  | —  | —  | —  | —  | 119 | —  |               |
| "—" означава издање које или није дебитовало на тој топ-листи или није дебитовало у/на тој држави/територији. | |    |    |    |    |    |     |    |               |

### Поново издати албуми
| Назив              | Детаљи                                                                                          | Позиција | Број проданих примерака |
| Назив              | Детаљи                                                                                          | ЈАП      | Број проданих примерака |
| ------------------ | ----------------------------------------------------------------------------------------------- | -------- | ----------------------- |
| Cliché (Hush Hush) | - Датум објављивања: 2. октобар 2013. - Издавачка кућа: Maan - Формат: ЦД, дигитално преузимање | 53       | - ЈАП: 6,109            |

### Ремикс албуми
| Назив                          | Детаљи                                                                                          |
| ------------------------------ | ----------------------------------------------------------------------------------------------- |
| Alexandra Stan Mix Exceptional | - Датум објављивања: 12. август 2016. - Издавачка кућа: Victor - Формат: дигитално преузимање   |
| Alesta: The Remix +            | - Датум објављивања: 23. децембар 2016. - Издавачка кућа: Victor - Формат: дигитално преузимање |

### Компилацијски албуми
| Назив    | Детаљи                                                                       | Позиција |
| Назив    | Детаљи                                                                       | ЈАП      |
| -------- | ---------------------------------------------------------------------------- | -------- |
| The Best | - Датум објављивања: 10. октобар 2018. - Издавачка кућа: Victor - Формат: ЦД | 131      |

## Епови
| Назив                           | Детаљи |
| ------------------------------- | --- |
| Get Back (ASAP) // Mr. Saxobeat | - Датум објављивања: 2. децембар 2011. - Издавачка кућа: Колумбија рекордс - Формат: дигитално преузимање, ЦД |
| The Best Singles EP             | - Датум објављивања: 5. октобар 2012. - Издавачка кућа: E2 - Формат: дигитално преузимање                     |

## Синглови

### Као главна музичарка
| Назив | Година | Позиција | Позиција | Позиција | Позиција | Позиција | Позиција | Позиција | Позиција | Позиција | Позиција | Позиција | Сертификати | Албум                              |
| Назив | Година | РУМ      | AUT      | ЧЕШ      | ФРА      | НЕМ      | ИТА      | ЈАП      | СЛЧ      | ШПА      | УК       | САД      | Сертификати | Албум                              |
| --- | ------ | -------- | -------- | -------- | -------- | -------- | -------- | -------- | -------- | -------- | -------- | -------- | --- | ---------------------------------- |
| "Lollipop (Param Pam Pam)"                                                                                    | 2009   | 18       | —        | —        | —        | —        | —        | —        | —        | —        | —        | —        | | Saxobeats / Cliché (Hush Hush)     |
| "Mr. Saxobeat"                                                                                                | 2011   | 1        | 1        | 2        | 6        | 1        | 1        | 9        | 1        | 3        | 3        | 21       | - IFPI АУС: Платина - BPI: Платина - BVMI: 3× Златно - FIMI: 4× Платина - RIAJ: Платина - PROMUSICAE: Златно - RIAA: Платина | Saxobeats / Cliché (Hush Hush)     |
| "Get Back (ASAP)"                                                                                             | 2011   | 4        | 27       | 5        | 19       | —        | 24       | —        | 1        | 25       | 56       | —        | | Saxobeats / Cliché (Hush Hush)     |
| "1.000.000" (Carlprit и Александра Стан)                                                                      | 2012   | 13       | —        | —        | —        | —        | 34       | —        | —        | —        | —        | —        | | Saxobeats / Cliché (Hush Hush)     |
| "Lemonade" | 2012   | 22       | —        | 70       | —        | —        | 25       | 27       | 17       | —        | —        | —        | - FIMI: Златно | Cliché (Hush Hush)                 |
| "Cliché (Hush Hush)"                                                                                          | 2012   | 91       | —        | —        | —        | —        | 28       | 11       | —        | —        | —        | —        | | Cliché (Hush Hush)                 |
| "All My People" (vs. Manilla Maniacs)                                                                         | 2013   | 52       | —        | —        | —        | —        | 55       | 50       | —        | —        | —        | —        | | Cliché (Hush Hush)                 |
| "Thanks for Leaving"                                                                                          | 2014   | 42       | —        | —        | —        | —        | 83       | —        | —        | —        | —        | —        | | Unlocked                           |
| "Cherry Pop"                                                                                                  | 2014   | 82       | —        | —        | —        | —        | —        | 64       | —        | —        | —        | —        | | Unlocked                           |
| "Dance" | 2014   | —        | 70       | —        | —        | —        | —        | 25       | —        | —        | —        | —        | | Unlocked                           |
| "Give Me Your Everything"                                                                                     | 2014   | —        | —        | —        | —        | —        | —        | —        | —        | —        | —        | —        | | Unlocked                           |
| "Vanilla Chocolat" (Connect-R и Александра Стан)                                                              | 2014   | —        | —        | —        | —        | —        | —        | —        | —        | —        | —        | —        | | Unlocked                           |
| "We Wanna" (Ина, Деди Јанки и Александра Стан)                                                                | 2015   | 59       | —        | 72       | —        | —        | 60       | 72       | 39       | 82       | —        | —        | - FIMI: Златно | Alesta / Inna / Unlocked / Nirvana |
| "I Did It, Mama!"                                                                                             | 2015   | 9        | —        | —        | —        | —        | —        | —        | —        | —        | —        | —        | | Alesta                             |
| "Balans" (Mohombi и Александра Стан)                                                                          | 2016   | —        | —        | —        | —        | —        | —        | —        | —        | —        | —        | —        | | Alesta                             |
| "Écoute" (Havana и Александра Стан)                                                                           | 2016   | 14       | —        | —        | —        | —        | —        | —        | —        | —        | —        | —        | | Alesta                             |
| "Boom Pow" | 2016   | 67       | —        | —        | —        | —        | —        | —        | —        | —        | —        | —        | | Alesta                             |
| "9 Lives" (Jahmmi и Александра Стан)                                                                          | 2017   | —        | —        | —        | —        | —        | —        | —        | —        | —        | —        | —        | | Alesta                             |
| "Boy Oh Boy"                                                                                                  | 2017   | —        | —        | —        | —        | —        | —        | —        | —        | —        | —        | —        | | Mami                               |
| "Noi doi" | 2017   | 80       | —        | —        | —        | —        | —        | —        | —        | —        | —        | —        | | Mami                               |
| "Mami" | 2018   | —        | —        | —        | —        | —        | —        | —        | —        | —        | —        | —        | | Mami                               |
| "—" означава издање које или није дебитовало на тој топ-листи или није дебитовало у/на тој држави/територији. |        |          |          |          |          |          |          |          |          |          |          |          | |                                    |

### Као гостујућа музичарка
| "Mor de dor" (Hi-Q и Александра Стан)                                                                         | 2010 | —  | —  | —  | —   | —   | —  | —  | —  | Није ни на једном албуму |
| "Baby, It's OK" (Follow Your Instinct и Александра Стан)                                                      | 2013 | 90 | 31 | 17 | —   | —   | 44 | —  | —  | Animal Kingdom/ Alesta   |
| "Inimă de gheață" (Trupa Zero и Александра Стан)                                                              | 2014 | 65 | —  | —  | —   | —   | —  | —  | —  | Није ни на једном албуму |
| "Set Me Free" (DJ Andi и Александра Стан)                                                                     | 2014 | —  | —  | —  | —   | —   | —  | —  | —  | Није ни на једном албуму |
| "Motive" (Dorian и Александра Стан)                                                                           | 2015 | 62 | —  | —  | —   | —   | —  | —  | —  | Alesta                   |
| "Au gust zilele" (Criss Blaziny и Александра Стан)                                                            | 2016 | —  | —  | —  | —   | —   | —  | —  | —  | Poetul mării             |
| "Ciao" (Whitesound и Александра Стан)                                                                         | 2016 | —  | —  | —  | 271 | —   | —  | —  | —  | Није ни на једном албуму |
| "Synchronize" (Alex Parker и Александра Стан)                                                                 | 2017 | —  | —  | —  | —   | —   | —  | —  | —  | Није ни на једном албуму |
| "Siempre Tú" (Axel Muñiz и Александра Стан)                                                                   | 2017 | —  | —  | —  | 16  | —   | —  | —  | —  | Није ни на једном албуму |
| "Save the Night" (Monoir и Александра Стан)                                                                   | 2017 | —  | —  | —  | —   | —   | —  | —  | —  | Није ни на једном албуму |
| "Miami" (Manuel Riva и Александра Стан)                                                                       | 2018 | 8  | —  | —  | —   | 240 | —  | 10 | 44 | Није ни на једном албуму |
| "Ocean" (8KO и Александра Стан)                                                                               | 2018 | —  | —  | —  | —   | —   | —  | —  | —  | Није ни на једном албуму |
| "—" означава издање које или није дебитовало на тој топ-листи или није дебитовало у/на тој држави/територији. |      |    |    |    |     |     |    |    |    |                          |

### Промотивни синглови
| "Show Me the Way"                                                                                             | 2009 | —   | Saxobeats                |
| "Crazy" | 2011 | 213 | Saxobeats                |
| "Like a Virgin"                                                                                               | 2017 | —   | Није ни на једном албуму |
| "Favorite Game"                                                                                               | 2018 | —   | Mami                     |
| "Stay" (Kopo, Drei Ros и Александра Стан)                                                                     | 2018 | —   | Није ни на једном албуму |
| "—" означава издање које или није дебитовало на тој топ-листи или није дебитовало у/на тој држави/територији. |      |     |                          |

### Остали синглови
| Назив | Година | Позиција | Позиција | Албум                     |
| Назив | Година | РУМ      | ПОЛ      | Албум                     |
| --- | ------ | -------- | -------- | ------------------------- |
| "Sóc forta"                                                                                                   | 2014   | —        | —        | El Disc de La Marató 2014 |
| "Call the Police" (као део групе G Girls)                                                                     | 2016   | 64       | 6        | Није ни на једном албуму  |
| "—" означава издање које или није дебитовало на тој топ-листи или није дебитовало у/на тој држави/територији. |        |          |          |                           |

## Видеографија

### Видео албуми
| Назив          | Детаљи                                                                       | Позиција |
| Назив          | Детаљи                                                                       | ЈАП      |
| -------------- | ---------------------------------------------------------------------------- | -------- |
| The Collection | - Датум објављивања: 19. август 2015. - Издавачка кућа: Victor - Формат: ДВД | 209      |

### Спотови
| Назив                      | Година | Режисер                                   | Албум                    |
| -------------------------- | ------ | ----------------------------------------- | ------------------------ |
| "Lollipop (Param Pam Pam)" | 2009   | Андреј Немирчи                            | The Collection           |
| "Mr. Saxobeat"             | 2010   | Иулан Мога                                | The Collection           |
| "Get Back (ASAP)"          | 2011   | Иулан Мога                                | The Collection           |
| "Get Back (ASAP)"          | 2011   | Ципријан Стругару                         | The Collection           |
| "1.000.000"                | 2011   | Илан Мога                                 | The Collection           |
| "Lemonade"                 | 2012   | Илан Мога                                 | The Collection           |
| "Cliché (Hush Hush)"       | 2012   | Илан Мога                                 | The Collection           |
| "All My People"            | 2013   | Иларинов Борисов                          | The Collection           |
| "Baby, It's OK"            | 2013   | Оливер Сомер                              | Није ни на једном албуму |
| "Inimă de gheață"          | 2014   | Калед Мохтар                              | Није ни на једном албуму |
| "Thanks for Leaving"       | 2014   | Калед Мохтар                              | The Collection           |
| "Cherry Pop"               | 2014   | Калед Мохтар                              | The Collection           |
| "Dance"                    | 2014   | Калед Мохтар                              | The Collection           |
| "Give Me Your Everything"  | 2014   | Влад Фенесан                              | The Collection           |
| "Vanilla Chocolat"         | 2014   | Александра Стан / The Architect           | The Collection           |
| "We Wanna"                 | 2015   | Калед Мохтар / Давид Гал / Димитри Кацеун | Није ни на једном албуму |
| "Motive"                   | 2015   | Ионут Трандафир                           | Није ни на једном албуму |
| "I Did It, Mama!"          | 2015   | Богдан Драгају                            | Није ни на једном албуму |
| "Balans"                   | 2016   | Антон Сан                                 | Није ни на једном албуму |
| "Écoute"                   | 2016   | Халед Мохтар                              | Није ни на једном албуму |
| "Call the Police"          | 2016   | Роман Бурлаца                             | Није ни на једном албуму |
| "Au gust zilele"           | 2016   | Крис Балзини                              | Није ни на једном албуму |
| "Boom Pow"                 | 2016   | Ироник Дисторс                            | Није ни на једном албуму |
| "Ciao"                     | 2016   | Андреи Стан                               | Није ни на једном албуму |
| "9 Lives"                  | 2017   | Крис Блазини                              | Није ни на једном албуму |
| "Synchronize"              | 2017   | Крис Блазини                              | Није ни на једном албуму |
| "Siempre Tú"               | 2017   | Мануел Ексаланте                          | Није ни на једном албуму |
| "Boy Oh Boy"               | 2017   | Богдан Паун                               | Није ни на једном албуму |
| "Noi doi"                  | 2017   | Богдан Паун                               | Није ни на једном албуму |
| "Save the Night"           | 2017   | Непознато                                 | Није ни на једном албуму |
| "Favorite Game"            | 2018   | Гу Суџеон                                 | Није ни на једном албуму |
| "Mami"                     | 2018   | Богдан Паун                               | Није ни на једном албуму |
| "Miami"                    | 2018   | Богдан Паун                               | Није ни на једном албуму |
| "Ocean"                    | 2018   | Непознато                                 | Није ни на једном албуму |